# Список зарубежных поездок президента Жапарова
В списке приводятся зарубежные поездки Садыра Нургожоевича Жапарова в период, когда он занимает должность президента Кыргызской Республики. Данные списка приведены по состоянию на декабрь 2022 года.

## 2021 год
- 24-25 февраля — рабочий визит в Москву (Россия)[1]. Первый зарубежный визит после вступления в должность главы государства[2][3]. Встреча с президентом России Владимиром Путиным[4][5][6][7], с президентом Татарстана Рустамом Миннихановым[8][9][10][11], с председателем Государственной думы Вячеславом Володиным[12][13][14][15][16], с представителями крупного российского бизнеса[17], с председателем Правительства РФ Михаилом Мишустиным[18][19][20], с председателем Совета Федерации Валентиной Матвиенко[21][22][23]. Возложение венка к могиле Неизвестного Солдата у Кремлёвской стены в Москве[24].
- 2-3 марта — государственный визит в Нур-Султан (Казахстан)[25][26][27]. Встреча с президентом Казахстана Касым-Жомартом Токаевым[28][29][30]. Встреча с первым президентом Казахстана Нурсултаном Назарбаевым[31]. Посещение музея первого президента Казахстана Нурсултана Назарбаева[32]. Встреча с председателем Мажилиса парламента Казахстана Нурланом Нигматулиным[33][34]. Возложение венка к Монументу защитников Отечества в Нур-Султане[35]. Встреча с премьер-министром Казахстана Аскаром Маминым[36][37][38]. Посещение международного финансового центра «Астана» с президентом Казахстана Касым-Жомартом Токаевым[39].
- 11-12 марта — государственный визит в Ташкент (Узбекистан)[26][40][41]. Возложение цветов к монументу «Независимости и гуманизма» в Ташкенте[42]. Встреча с президентом Узбекистана Шавкатом Мирзиёевым[43][44]. Встреча с председателем Сената Олий Мажлиса Узбекистана Танзилой Нарбаевой[45]. Встреча со спикером Законодательной палаты Олий Мажлиса Узбекистана Нурдинжоном Исмоиловым[46]. Посещение инновационного технопарка «Яшнабад» в Ташкенте с президентом Узбекистана Шавкатом Мирзиёевым[47].
- 24-25 мая — рабочий визит в Сочи (Россия)[48][49][50][51]. Встреча с президентом России Владимиром Путиным[52][53][54]. Посещение Олимпийского парка, расположенного на Федеральной территории «Сириус»[55].
- 9-11 июня — официальный визит в Анкару (Турция)[56][57][58]. Возложение венка к могиле Мустафы Кемаля Ататюрка[59]. Встреча с президентом Турции Реджепом Тайипом Эрдоганом (включая формат тет-а-тет)[60][61][62]. Открытие фотовыставки в честь 30-летия независимости Кыргызстана[63]. Встреча с председателем (спикером) Великого национального собрания Турции Мустафой Шентопом[64][65].
- 27-28 июня — официальный визит в Ашхабад (Туркменистан)[66][67][68]. Возложение венка к Мавзолею Сапармурата Ниязова и Монументу Независимости Туркменистана[69]. Участие в церемонии открытия кыргызско-туркменского экономического форума[70]. Встреча с президентом Туркменистана Гурбангулы Бердымухамедовым[71] и принятие совместного заявления[72].
- 28-29 июня — официальный визит в Душанбе (Таджикистан)[73]. Возложение венка к памятнику Исмоилу Сомони[74][75]. Встреча с президентом Таджикистана Эмомали Рахмоном[76] (включая формат тет-а-тет)[77]. Принятие совместного заявления[78].
- 5-6 августа — рабочий визит в Туркменбашы (Туркменистан)[79]. Прибытие в аэропорт Туркменбаши[80]. Консультативная встреча глав государств Центральной Азии[81][82]. Встреча с президентом Туркменистана Гурбангулы Бердымухамедовым[83]. Встреча с президентом Казахстана Касым-Жомартом Токаевым[84]. Встреча с президентом Узбекистана Шавкатом Мирзиёевым[85]. Принятие совместного заявления по итогам Консультативной встречи глав государств Центральной Азии[81]. Посещение выставок промышленной продукции и национальных блюд стран Центральной Азии[86].
- 15-17 сентября — рабочий визит в Душанбе (Таджикистан)[87]. Прибытие во Дворец Нации[88]. Участие в сессии Совета коллективной безопасности ОДКБ и заседании Совета глав государств-членов ШОС[88][89].
- 1-3 ноября — рабочий визит в Глазго (Великобритания) для участия в Саммите мировых лидеров в рамках 26-й Конференции сторон РКИК ООН об изменении климата[90][91][92]. Прибытие в Шотландский выставочный центр (SEC)[93]. Встреча с президентом Исламского банка развития Мухаммадом бин Сулейманом Аль-Джассиром[94]. Встреча с президентом Монголии Ухнаагийном Хурэлсухом[95]. Встреча с президентом Армении Арменом Саркисяном[96]. Встреча с премьер-министром Канады Джастином Трюдо[97]. Встреча с президентом Азиатского банка развития Масацугу Асакавой. Участие в церемонии открытия Саммита мировых лидеров 26-й Конференции сторон РКИК ООН об изменении климата[98]. Встреча с президентом Европейского банка реконструкции и развития Одиль Рено-Бассо[99]. Встреча с премьер-министром Исландии Катрин Якобсдоуттир[100]. Встреча с премьер-министром Индии Нарендрой Моди[101]. Встреча с президентом Франции Эмманюэлем Макроном[102]. Участие в приёме от имени королевской семьи Соединённого Королевства Великобритании и Северной Ирландии[103]. Встреча с премьер-министром Кувейта Сабахом Халид Сабахом[104]. Встреча с президентом Шри-Ланки Готабаем Раджапаксой[105]. Встреча с исполнительным директором Зелёного климатического фонда Янником Глемариком[106]. Встреча с директором по глобальной устойчивости Facebook (Мета) Эдвардом Пальмиери[107]. Встреча с премьер-министром Японии Фумио Кисидой[108].
- 11-12 ноября — рабочий визит в Стамбул (Турция) для участия в Саммите Совета сотрудничества тюркоязычных государств (ССТГ)[109][110]. Встреча с представителями крупного турецкого бизнеса[111]. Встреча с президентом Азербайджана Ильхамом Алиевым[112]. Встреча с президентом Узбекистана Шавкатом Мирзиёевым[113]. Встреча с премьер-министром Венгрии Виктором Орбаном[114]. Встреча с президентом Туркменистана Гурбангулы Бердымухамедовым[115]. Встреча с президентом Турции Реджепом Тайипом Эрдоганом[116].

## 2022 год
- 3-4 февраля — посещение Китая с рабочим визитом с целью участия в церемонии открытия зимних Олимпийских игр, а также обсуждения ряда двусторонних вопросов. По итогам визита подписано 6 соглашений[117].
- 19-21 апреля — официальный визит в Азербайджан. В рамках официального визита президента Кыргызстана Садыра Жапарова в Азербайджан подписан ряд двусторонних документов. Садыр Жапаров и президент Азербайджана Ильхам Алиев подписали декларацию о стратегическом партнёрстве между КР и Азербайджаном и меморандум о создании межгосударственного совета Кыргызстана и Азербайджана[118].
- 15-16 мая — визит в Москву. Участие во встрече лидеров стран Организации Договора о коллективной безопасности. Мероприятие приурочено к 30-летию Договора о коллективной безопасности и 20-летию организации[119].
- 17 мая — рабочий визит в ОАЭ. В рамках визита Садыр Жапаров встретился с президентом ОАЭ шейхом Мухаммадом ибн Заид Аль Нахайяном. По итогам встречи подписан ряд двусторонних документов, в том числе учреждена Совместная холдинговая компания с уставным фондом в 100 млн долларов США, нацеленная на реализацию крупных коммерческих проектов развития на сумму до 1,2 млрд долларов США[120].
- 20 сентября — участие в Общих дебатах 77-й сессии Генеральной Ассамблеи ООН. Выступление на Общих дебатах Генассамблеи ООН, встреча с генеральным секретарем ООН Антониу Гутерришем, а также проведение ряда встреч на высоком уровне. На трибуне Генеральной ассамблеи ООН Садыр Жапаров заявил о конфликте на киргизско-таджикской границе, а также о том, что Кыргызстан не собирается отдавать ни сантиметра своей земли[121].
- 29-30 сентября — рабочий визит в Бурсу. Посещение церемонии открытия IV Всемирных игр кочевников. Садыр Жапаров и Реджеп Тайип Эрдоган обсудили актуальные направления совместного сотрудничества и перспективы киргизско-турецких двусторонних отношений[122].
- 27 октября — рабочий визит в Казахстан. Проведение ряда двусторонних встреч на высшем уровне, в частности с президентом Европейского Совета Шарлем Мишелем, президентом Казахстана Касым-Жомартом Токаевым. Также Садыр Жапаров принял участие в первой встрече лидеров «Центральная Азия — Европейский Союз». Вечером этого же дня Жапаров, Токаев, Шарль Мишель приняли участие в официальном открытии Дней культуры Кыргызстана в Казахстане, продлившихся до 29 октября[123].
- 18 декабря — рабочий визит в Катар по приглашению эмира шейха Тамима ибн Хамада Аль Тани.
- 26-27 декабря — рабочий визит в Санкт-Петербург для участия в неформальной встрече лидеров стран СНГ. Традиционная неформальная встреча лидеров стран СНГ ежегодно проводится в Санкт-Петербурге по инициативе Президента Российской Федерации Владимира Путина[124].

## Галерея

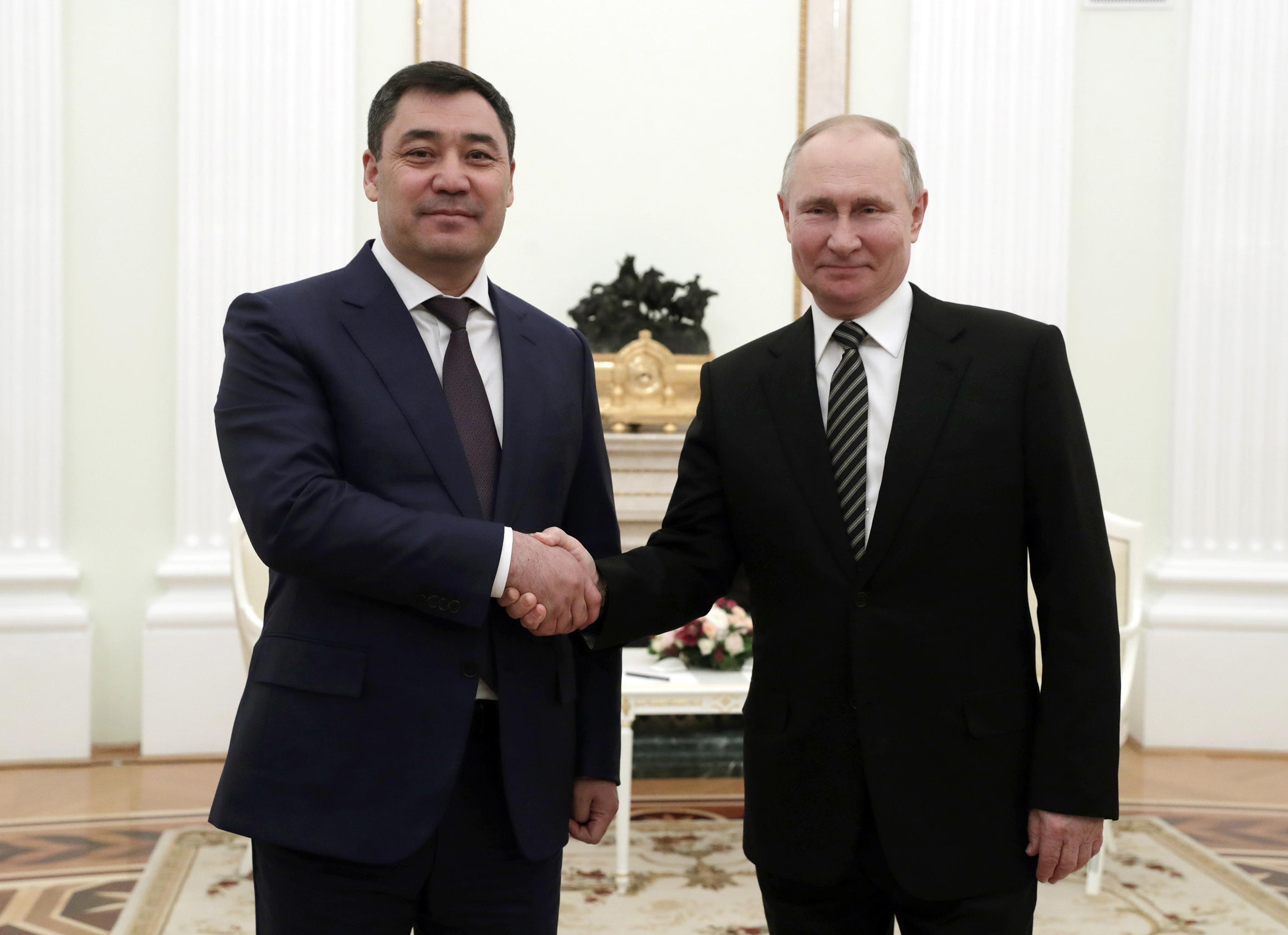
Встреча Садыра Жапарова с президентом России Владимиром Путиным. 24 февраля 2021 года
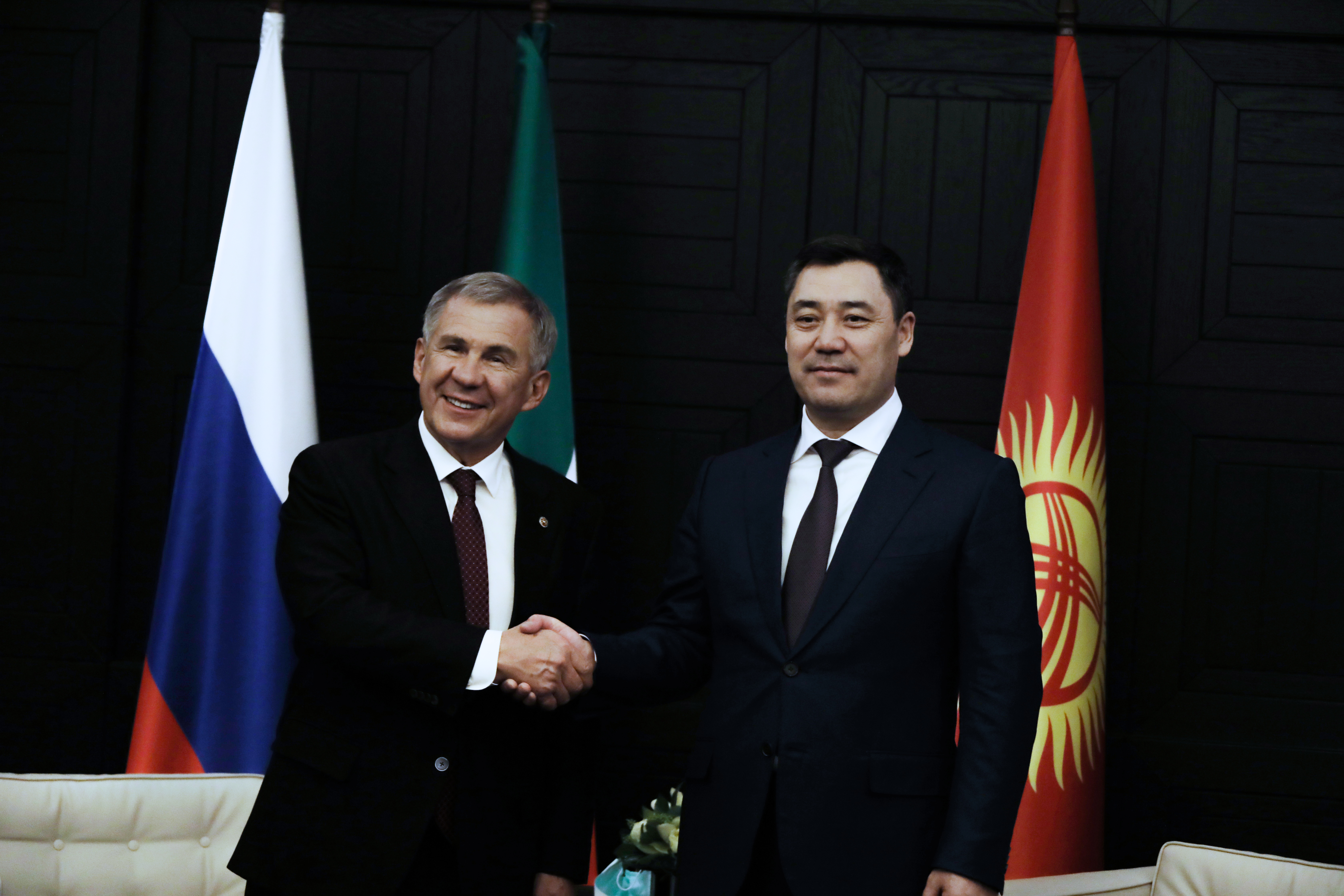
Встреча Садыра Жапарова с президентом Татарстана Рустамом Миннихановым. 24 февраля 2021 года
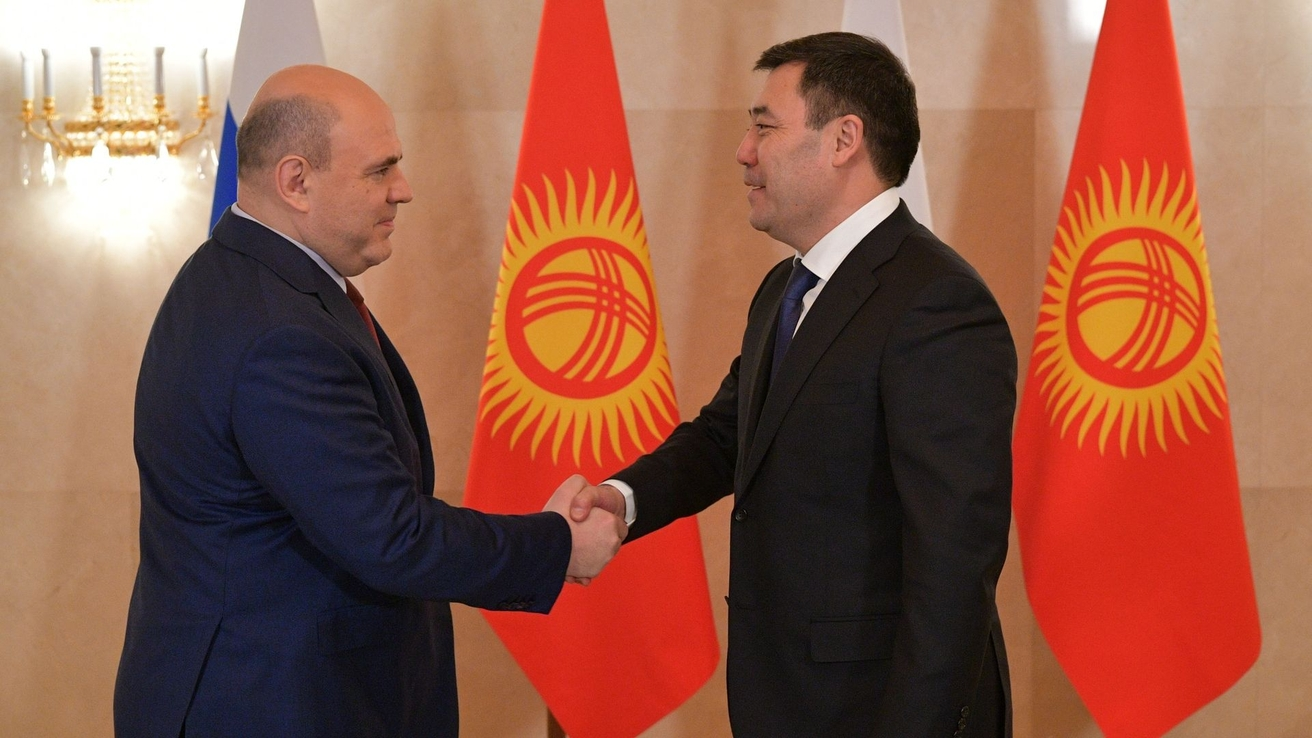
Встреча Садыра Жапарова с председателем Правительства РФ Михаила Мишустина. 25 февраля 2021 года
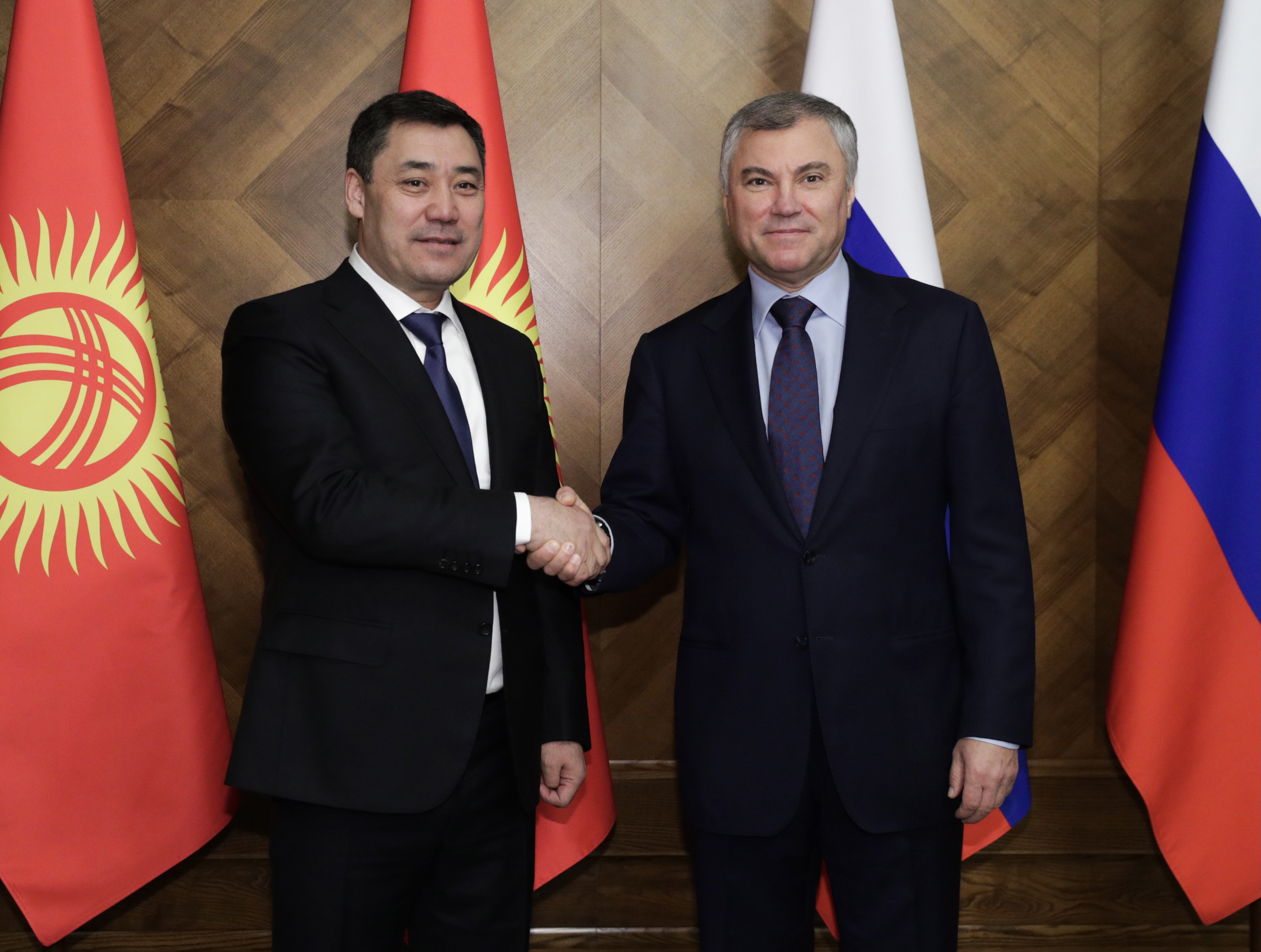
Встреча Садыра Жапарова с председателем Государственной Думы РФ Вячеславом Володиным. 25 февраля 2021 года
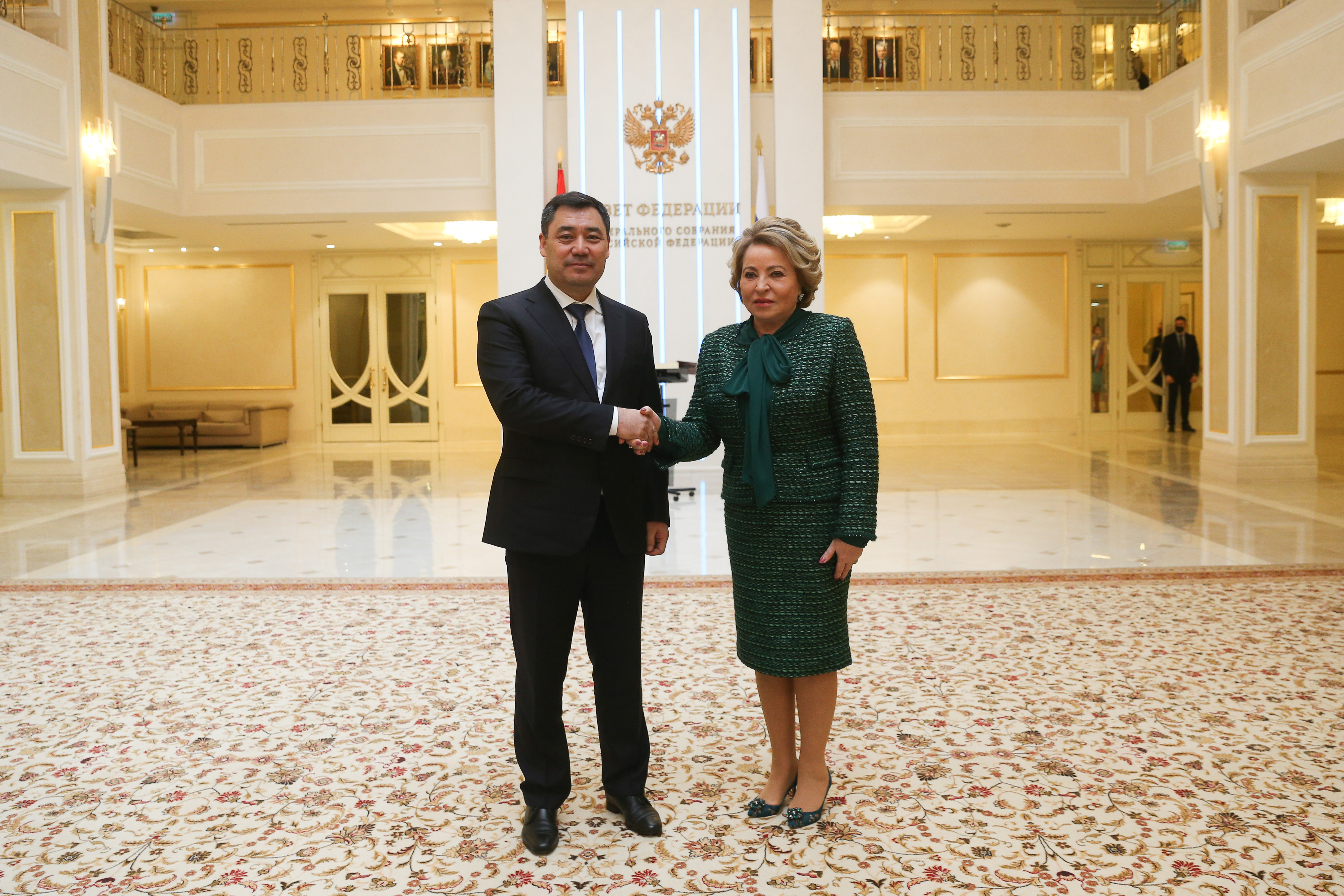
Встреча Садыра Жапарова с председателем Совета Федерации РФ Валентиной Матвиенко. 25 февраля 2021 года
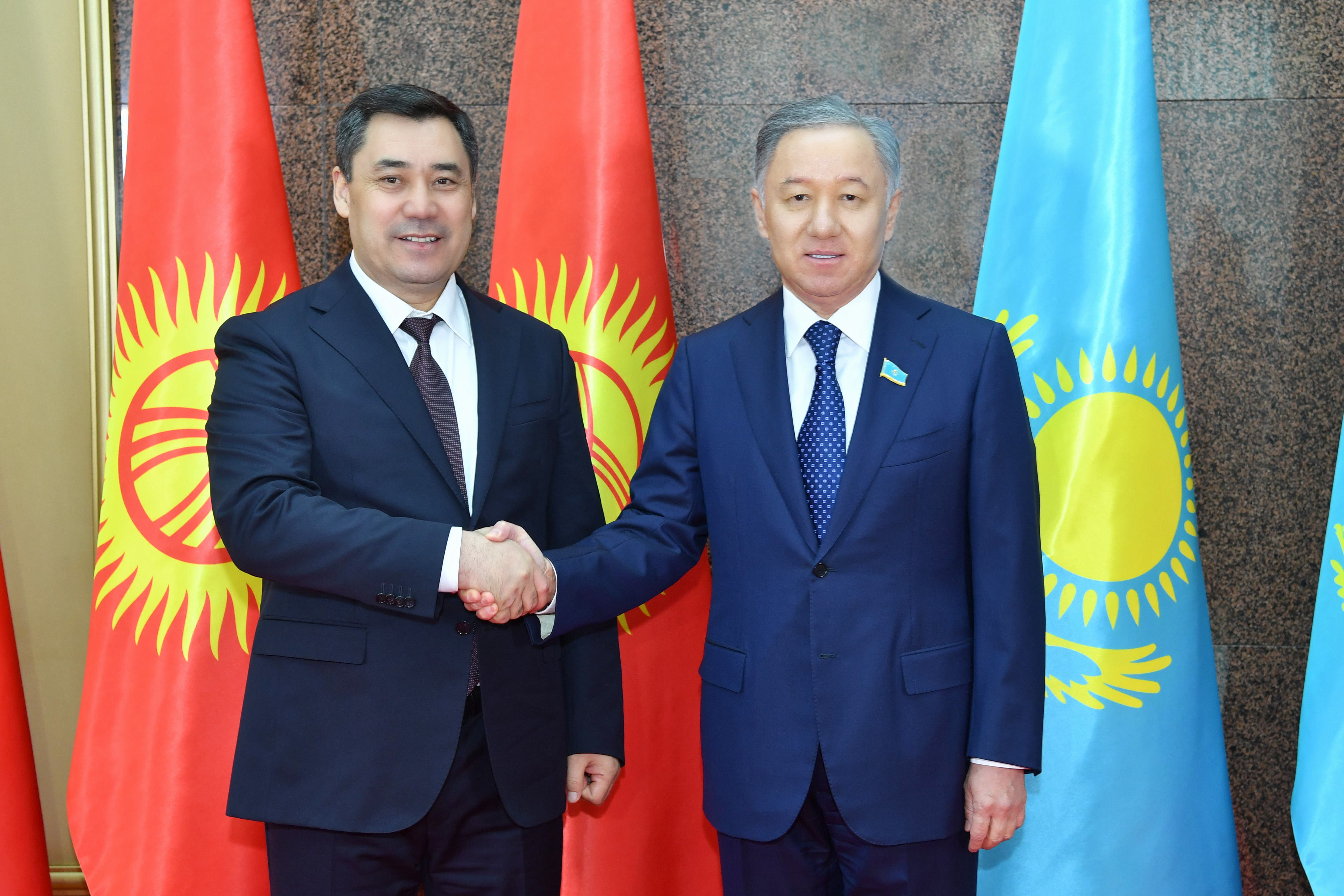
Встреча Садыра Жапарова с председателем Палаты Мажилиса Парламента Казахстана Нурланом Нигматулиным. 2 марта 2021 года
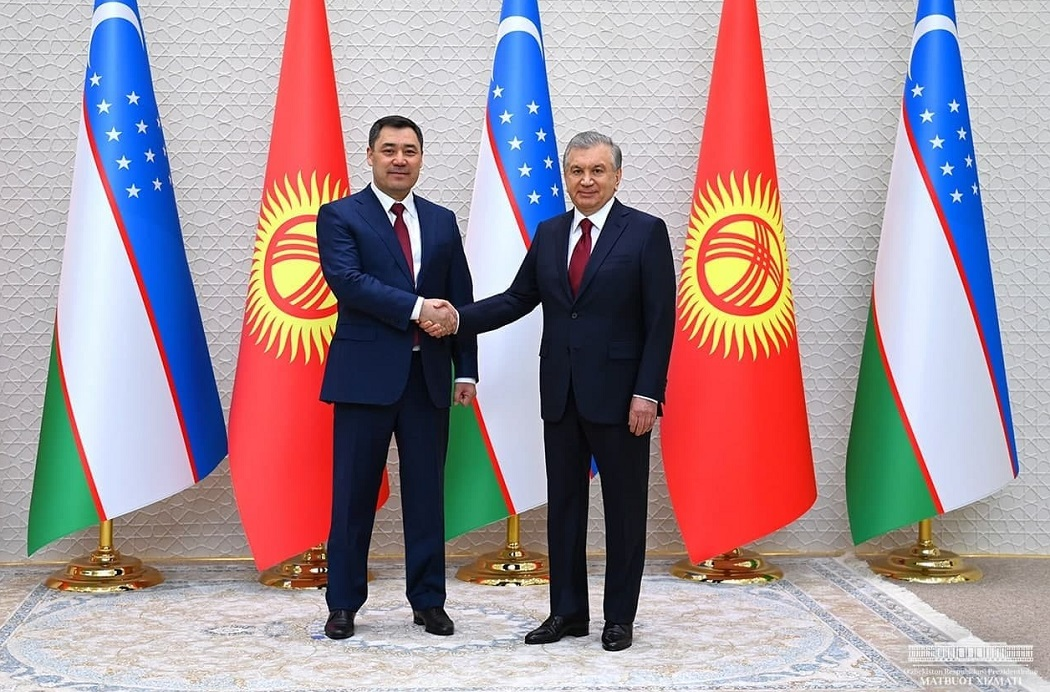
Встреча Садыра Жапарова с президентом Узбекистана Шавкатом Мирзиёевым. 11 марта 2021 года
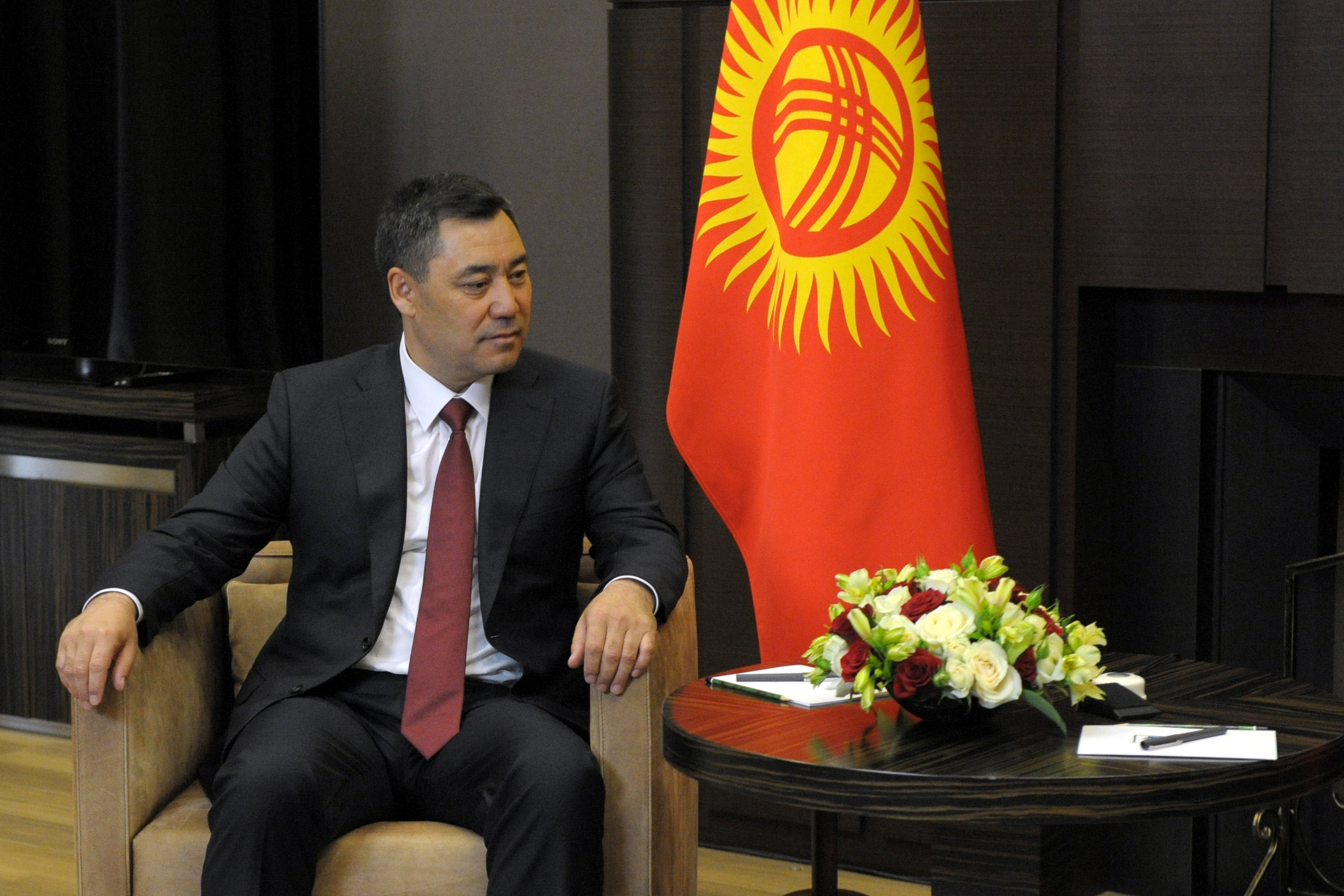
Садыр Жапаров во время встречи с президентом России Владимиром Путиным. 24 мая 2021 года
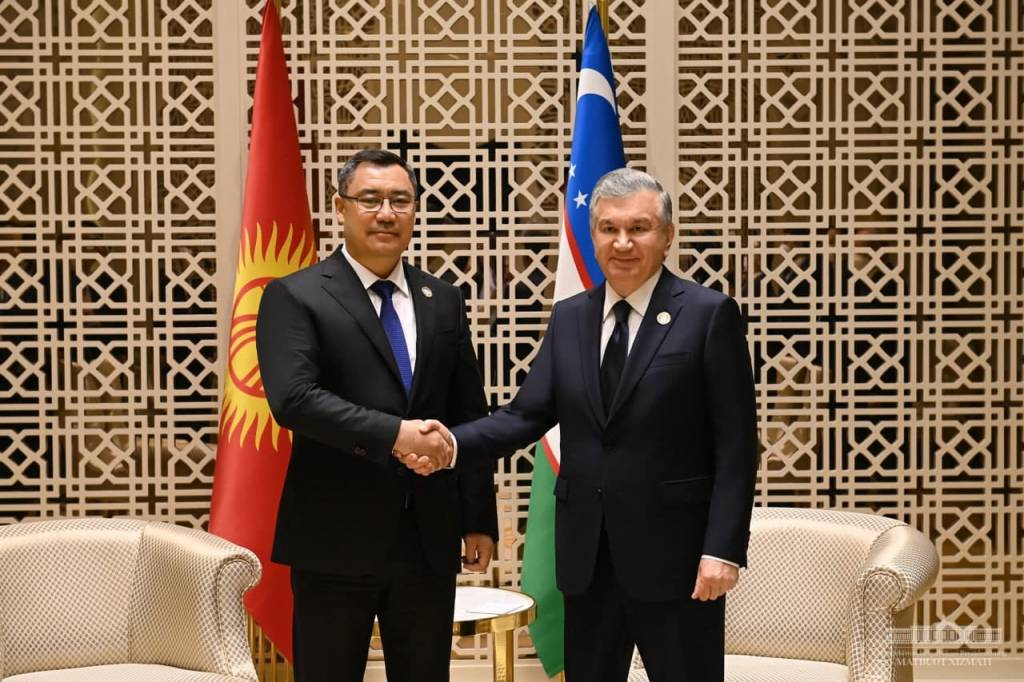
Встреча Садыра Жапарова с президентом Узбекистана Шавкатом Мирзиёевым. 6 августа 2021 года